# Johann Wilhelm von Fürstenberg
Johann Wilhelm von Fürstenberg (* 1500 in Neheim; † 1568 bei Jaroslawl, Russland) war der vorletzte Landmeister des Deutschen Ordens in Livland.

## Herkunft und Familie
Geboren wurde Wilhelm von Fürstenberg als Sohn des Neheimer Drosten gleichen Namens und dessen Frau Sophia von Witten. Während sein Bruder Georg Nachfolger des Vaters als Drost von Neheim wurde, trat Wilhelm  von Fürstenberg bereits etwa vierzehn- bis sechzehnjährig in den Deutschen Orden ein. Dieser war als Versorgungseinrichtung für nachgeborene adelige Söhne aus Westfalen von erheblicher Bedeutung. Es war daher kein Zufall, dass im 16. Jahrhundert führende Mitglieder des Ordens aus dieser Region stammten. Wilhelm  von Fürstenberg folgte auch dem Vorbild zahlreicher Mitglieder aus den verschiedenen Zweigen der Familie von Fürstenberg. Wie diese wurde er nach Livland geschickt, wo er im Laufe der Zeit wichtige Positionen erreichte.

## Koadjutor in Livland
1523 wurde er Schenk und später Komtur von Dünaburg und Fellin. Seit 1556 amtierte er als Koadjutor für den Landmeister Heinrich von Galen. Faktisch war er damit bereits mit der Leitung des Ordens in Livland betraut. Seine Politik zielte darauf, die Unabhängigkeit des Ordensstaates zu erhalten. Eine Annäherung an Preußen, Russland oder Polen lehnte er ab. Im Gegenteil verfolgte er offenbar das Ziel, das 1525 durch den vormaligen Hochmeister Albrecht von Hohenzollern in ein weltliches Fürstentum umgewandelte Preußen für den Orden zurückzugewinnen. Seine Ziele versuchte er durch diplomatische Kontakte unter anderem mit Dänemark und Schweden durchzusetzen. Als es schien, dass das Erzbistum Riga durch den Koadjutor Christoph von Mecklenburg in ein weltliches Fürstentum umgewandelt werden könnte, marschierte Fürstenberg 1556 mit einem Ordensheer im Bistum ein und nahm den Bischof Wilhelm von Brandenburg-Ansbach gefangen. Auf Druck Polens und des mit diesem in Personalunion verbundenen Großfürstentums Litauen musste er allerdings wieder abziehen. Außerdem wurde der Konflikt Thema des Reichstages in Regensburg im Jahre 1557. Der deutsche König und spätere Kaiser Ferdinand I. befahl dabei den Rückzug aus Riga.

## Zeit als Landmeister und Rücktritt
Am 20. Mai 1557 wurde Fürstenberg Nachfolger des verstorbenen von Galen als Landmeister. Allerdings musste er erkennen, dass der Orden allein zu schwach war, um sich gegenüber dem Russland Iwans IV. („der Schreckliche“) zu behaupten. Fürstenberg schloss daher am 14. September 1557 ein Bündnis mit König Sigismund II. August von Polen. Iwan IV. sah darin einen Verstoß gegen einen älteren Friedensvertrag mit Russland und griff den Ordensstaat an, womit der Livländische Krieg begann. Fürstenbergs Armee bestand kaum noch aus kämpfenden Angehörigen des Ordens, sondern vor allem aus Söldnern, und war insgesamt schwach. Mit Hilfegesuchen wandte sich Fürstenberg vergeblich an Schweden, Dänemark, das Heilige Römische Reich und schließlich an Polen. Die russischen Truppen konnten daher ohne größere Verluste Narwa und Dorpat erobern.
Auch im Inneren des Ordenstaates kam es zu Spannungen. Fürstenberg wurde als Koadjutor der ebenfalls aus Westfalen stammende Gotthard Kettler zu Seite gestellt. Während Fürstenberg weiter auf eine Zusammenarbeit mit Schweden und Dänemark setzte, sprach sich Kettler für eine stärkere Anlehnung an Polen aus. Fürstenbergs Bemühungen waren dabei weitgehend gescheitert, stattdessen konnte Kettler vorübergehend die militärische Lage stabilisieren. Der Koadjutor bestimmte nunmehr weitgehend die Politik des Ordensstaates. Am 31. August 1559 kam es durch die Abtretung eines Gebietes an der mittleren Düna zu einem Bündnis mit Polen. Daraufhin legte Fürstenberg das Amt des Landmeisters zu Gunsten Kettlers nieder. Allerdings behielt er wichtige Ämter im Ordensstaat, verwaltete weitläufige Gebiete und war im April 1560 Oberbefehlshaber der wichtigen und starken Festung Fellin.

## Krieg gegen Russland und Gefangenschaft
Allerdings erfüllten sich die Hoffnungen auf aktive Unterstützung des Ordensstaates durch Polen nicht, und die russischen Truppen besetzten nach und nach einen immer größeren Teil Livlands. Am 2. August 1560 kam es bei Ermes zur letzten Feldschlacht des Krieges. Ein Großteil der Ordensritter und Söldner wurde getötet oder später hingerichtet. Die russischen Truppen belagerten daraufhin unter anderem die Festung Fellin. Fürstenberg gelang es zwei Wochen lang, sich zu verteidigen, ehe Meuterei und Verrat der Söldner die Aufgabe erzwangen. Fürstenberg wurde von russischen Soldaten gefangen genommen und konnte nur noch tatenlos den Zusammenbruch des Ordensstaates mit ansehen. Einige Inseln fielen an Dänemark, Estland wurde schwedisch. Nur Kurland konnte sich unter Gotthard Kettler als weltliches Lehen unter polnischer Oberhoheit behaupten. Am 5. März 1562 legte Kettler die Insignien des Landmeisters ab und schwor dem polnischen König den Lehnseid.
Fürstenberg blieb in russischer Gefangenschaft. Diese soll aber nicht allzu streng gewesen sein, 1564 soll er in Moskau gesehen worden sein, fern von seinem eigentlichen Haftort bei Jaroslawl. Diplomatische Bemühungen des Deutschen Ordens um seine Freilassung blieben allerdings vergebens. Iwan IV. machte ihm stattdessen das Angebot, das ehemalige Ordensland von den Polen für Russland zu erobern und es Fürstenberg als weltliches Herzogtum zu übertragen. Fürstenberg lehnte dieses Angebot ab. Die letzte Nachricht von ihm war sein Dank an den Orden vom 2. Januar 1568 für die Bemühungen um seine Freilassung. Er starb vermutlich kurze Zeit später.